# Manuel Menargues
Manuel Menargues Vicens (Crevillente, 18 de septiembre de 1891 – Alicante, 28 de octubre de 1941) fue un político socialista español, primer alcalde elegido democráticamente de Crevillente durante la segunda república española. Fue fusilado por el régimen franquista tras la guerra civil española.

## Biografía
Nacido en una familia de panaderos, Menargues trabajó inicialmente en el negocio familiar. Más tarde, al casarse con Dolores, se incorporó a la dirección de la fábrica textil de su suegro, lo que le permitió adentrarse en el mundo empresarial local.
Afiliado al Partido Socialista Obrero Español (PSOE) y a la Unión General de Trabajadores (UGT), Menargues fue presidente de la Agrupación Socialista de Crevillente y representó a esta en el Congreso Extraordinario del PSOE en 1931. Ese mismo año fue elegido concejal y, posteriormente, alcalde del municipio, cargo que ejerció desde abril de 1931 hasta octubre de 1934. Durante ese periodo lideró importantes mejoras sociales y defendió los intereses de la clase trabajadora.
En octubre de 1934 fue depuesto por el gobierno tras una huelga general y varios disturbios políticos. Regresó a la alcaldía en febrero de 1936, tras la victoria del Frente Popular.
Durante la guerra civil, Menargues presidió el Frente Popular local y asumió la responsabilidad de Incautaciones. Fue también presidente de la Cooperativa Textil Crevillentina. En octubre de 1936 viajó a Casablanca y después a Brasil como representante de la cooperativa. Regresó a Crevillente en marzo de 1937.
Con el colapso de la República, Menargues fue uno de los 31 crevillentinos que embarcaron en el buque británico Stanbrook desde el puerto de Alicante el 28 de marzo de 1939 con destino a Orán (Argelia), en uno de los episodios más conocidos del exilio republicano.
Más tarde regresó a España, fue detenido, juzgado por un consejo de guerra y condenado a muerte. Fue fusilado en Alicante el 28 de octubre de 1941.

## Homenajes y memoria
El 28 de octubre de 2021, en el 80.º aniversario de su fusilamiento, se celebró un acto público de homenaje en Crevillente. Durante el evento, el ayuntamiento anunció la decisión de dedicarle la plaza principal de la localidad, que pasaría a llamarse Plaza Alcalde Manuel Menargues Vicens, en reconocimiento a su trayectoria democrática y su compromiso con los valores republicanos.